# پل ۲۴۷
پل ۲۴۷-تیر۷ مربوط به دوره پهلوی اول است و در شهرستان سوادکوه، بخش مرکزی، دهستان راستوپی واقع شده و این اثر در تاریخ ۲۲ مرداد ۱۳۸۴ با شمارهٔ ثبت ۱۳۰۸۹ به‌عنوان یکی از آثار ملی ایران به ثبت رسیده است.